# Eroe dell'Artsakh
Il titolo di Eroe dell'Artsakh era il più alto titolo onorifico della repubblica di Artsakh.

## Assegnazione
Secondo il sito ufficiale del Presidente della Repubblica, il titolo veniva assegnato per i servizi esclusivi nella difesa dello Stato, rafforzando la sua potenza economica e per aver creato significativi valori nazionali.
Alle persone insignite del titolo di "Eroe Artsakh" viene assegnato l'Ordine dell'Aquila d'oro.
Nel 2016 il diciannovenne Robert Abajyan è diventato il 24° assegnatario dell'onorificenza "Eroe dell'Artsakh" e anche la persona più giovane alla quale sia mai stata conferita.
Secondo le leggi della repubblica di Artsakh gli insigniti godevano di determinati privilegi. Dopo la morte del destinatario, i parenti avevano il diritto di conservare la medaglia o di esporla in un museo. Se l'insignito perdeva la sua medaglia di solito non veniva concesso un duplicato, tranne nei casi in cui la perdita si era verificata durante le ostilità.

## Insigniti
1. Samvel Babayan (1997) - Generale
2. Vazgen Sargsyan (1998) - Politico e militare
3. Monte Melkonian (21 settembre 1999, postumo) - Partigiano
4. Seyran Ohanyan (settembre 1999) - Militare
5. Ashot Ghulyan (1999, postumo) - Militare e comandante nella prima guerra del Nagorno Karabakh
6. Ṙobert K'očaryan (1999) - Politico
7. Serž Sargsyan (1999) - Politico
8. Kristapor Ivanyan (1º settembre 2000) - Generale
9. Manvel Grigoryan (2000) - Militare
10. Samvel Dzhamilovich Karapetyan (2000) - Militare e politico
11. Vitaly Balasanyan (2002) - Militare e politico
12. Movses Hakobyan (2 settembre 2002) - Militare
13. Zori Balayan (2 settembre 2002) - Scrittore
14. Vahagn Vaginakovich Vardevanyan (2006)
15. Arshavir Surenovich Garamyan
16. Arkadi Ghukasyan (10 dicembre 2008) - Politico
17. Arkady Ter-Tatevosyan (8 maggio 2009) - Generale
18. Pargev Martirosyan (2014) - Arcivescovo
19. Shahen Meghrian (24 ottobre 2014, postumo) - Politico e militare
20. Jeanne G. Galstyan - Funzionario
21. Robert Alexander Abajyan (8 maggio 2016, postumo) - Militare
22. Zhora Karapetyan
23. Yura Pogosyan
24. Petros Gevordyan